# Academia Hondureña de la Lengua
La Academia Hondureña de la Lengua es un grupo de académicos expertos en el uso de la lengua española en Honduras. La academia fue establecida en la ciudad de Tegucigalpa, M.D.C. el 28 de diciembre de 1948 y pertenece a la Asociación de Academias de la Lengua Española.

## Historia
Heredera de la decimonónica Academia científico-literaria (1888) de la república de Honduras.
La Academia Hondureña de la Lengua, durante la junta preparatoria que se celebró en la residencia del Dr. Esteban Guardiola, se constituyó el 28 de diciembre de 1948, siendo los miembros constituyentes el Esteban Guardiola, director; Silverio Laínez, Censor; Alejandro Alfaro Arriaga, Secretario; Juan B. Valladares R., Bibliotecario; Rafael Heliodoro Valle, Julián López Pineda, Luis Andrés Zúñiga, Marcos Carías Reyes; Joaquín Bonilla, Carlos M. Gálvez, Carlos Izaguirre, Antonio Ochoa Alcántara y Céleo Murillo Soto.
A la apertura de la Academia Hondureña, el 28 de diciembre de 1948, asistió el señor Manuel Aznar, abuelo del expresidente del Gobierno español, José María Aznar, quien acudía entonces como representante español a la toma de posesión del nuevo Gobierno hondureño, el 1 de enero de 1949.
Ha sido siempre una academia que destaca por su dinamismo, pese a sus circunstancias:
Así, la biblioteca que conforme a sus objetivos estatutarios había atesorado durante décadas, fue destruida por el huracán Mitch, haciéndose actualmente esfuerzos para rehacer ese inapreciable fondo bibliográfico.
Igualmente, la edición conmemorativa de los 400 años de El Quijote, editada por la Real Academia Española (RAE), junto con las 22 academias de la lengua que existen en el mundo hispano, de la que se editaron cerca de un millón de ejemplares para distribuirse en los países de habla hispana. Fue una propuesta de la Academia Hondureña de la Lengua. En palabras de su director Oscar Acosta, "en su último Congreso, la Asociación de Academias de la Lengua Española reunida en Puerto Rico en el año 2002, deliberó sobre la manera más apropiada de celebrar el cuarto centenario de la publicación de El Quijote. Uno de los directores propuso que se convocara a un concurso sobre la vida y obra de Miguel de Cervantes; otro colega habló sobre la posibilidad de publicar un libro de ensayos con nuevas aproximaciones al Quijote; un tercero sugirió que se convocara a un concurso para elaborar una cantata o concierto sinfónico sobre el caballero de la triste figura; otro académico pensó en un gigantesco mural como el que Oswaldo Guayasamín tiene en el aeropuerto de Barajas, con la duda si se coloca en Madrid o en La Mancha; y se pudieron oír otras valiosas opiniones atinentes al tema. Fue entonces cuando, dejando entrever mi oficio de editor, propuse imprimir el Quijote, en un formato digno y en una edición popular, accesible a todos los bolsillos y a las unidades monetarias devaluadas de algunas de las naciones iberoamericanas, idea que fue aprobada por consenso unanimidad."
En la vigésima segunda edición del diccionario de la Real Academia Española, 2001, la AHL hizo una valiosa aportación al mundo de habla hispana: 1950 hondureñismos fueron incorporados. Ya en la edición vigésima primera, de 1992, se registraban 302. Así, cuenta con unos 2782, incluyendo 400 gentilicios hondureños, lo que convierte a los hispanohablantes hondureños en uno de los mayores aportantes de elementos léxicos nuevos en esa edición del diccionario.
En 1957, con la firma del Tratado de |Intercambio Cultural entre España y Honduras ambos gobiernos se comprometían a que “dispensarán su apoyo (...) especialmente a sus respectivas Academias de la Lengua.” Y desde 1960, con la ratificación en Colombia del Convenio Multilateral sobre Asociación de Academias de la Lengua Española, cuenta con el respaldo del Gobierno de Honduras, ya que “Cada uno de los Gobiernos signatarios se compromete a prestar apoyo moral y económico a su respectiva Academia nacional de la Lengua Española, o sea a proporcionarle una sede y una suma adecuada para su funcionamiento.”
A finales del 2011, ante la situación de amenazas y atentados contra los medios de difusión y "la irracional escalada de violencia que ha segado vidas de periodistas y de hondureños y hondureñas valiosos", hizo un pronunciamiento público "por la libertad de expresión y a favor de la tolerancia", con la convicción para la consecución de su misión de defensa y enriquecimiento del idioma, "es imprescindible la libre circulación y expresión de las ideas".
Desde enero del 2012, y tras la presentación de la Biblioteca Centroamericana de la Biblioteca Virtual Miguel de Cervantes por SAR el Príncipe de Asturias en el Centro Cultural de España en Tegucigalpa integra conjuntamente con la Biblioteca Nacional de Honduras, la Universidad Nacional Autónoma de Honduras y la Universidad Pedagógica Nacional Francisco Morazán la Comisión Nacional de la Biblioteca Virtual de las Letras Hondureñas: «Un hito que nos llena de orgullo a todos los que habitamos en la Patria Grande de la lengua que nos une».

## Publicaciones Especializadas

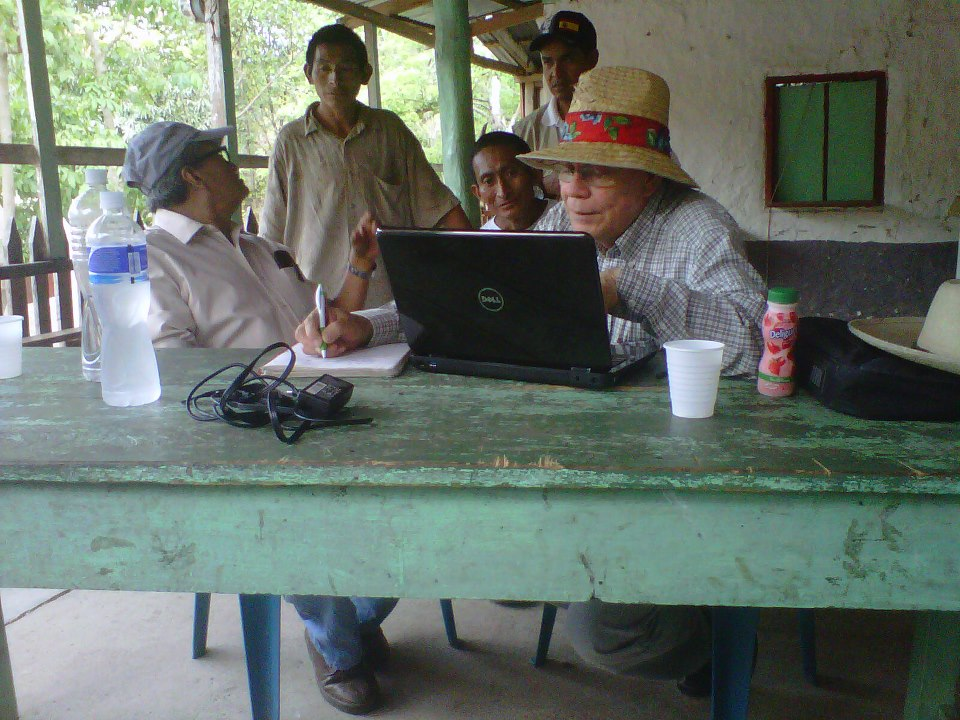
Validando el Diccionario de las Lenguas de Honduras con el pueblo Tol

- Revista de la Academia Hondureña de la Lengua, que en 1948 el escritor Carlos Izaguirre propuso se le nombrara como “Hibueras”, mismo que fue aceptado con entusiasmo.
- En el 2005, la Academia editó el Diccionario de Hondureñismos,[7] con el cual «Hace entrega al pueblo hondureño de su patrimonio lexicográfico producto de su práctica cultural y social. La lengua es del pueblo que la habla, día a día se hace la lengua. Estos hondureñismos son testimonio fiel de la identidad, la idiosincrasia, el ingenio y la creatividad del pueblo».
- En el 2009, la Academia editó conjuntamente con el Centro Cultural de la Agencia Española de Cooperación Internacional para el Desarrollo – CCET la compilación de ensayos y artículos sobre la cultura de Honduras de Luis Mariñas Otero.[8]
- En el 2013, la Academia editó el Diccionario de las Lenguas de Honduras. Coordinado por Víctor Manuel Ramos, prólogo de Luis Belzuz de los Ríos: “El Diccionario de las Lenguas de Honduras, único hoy en su género, es el resultado de más de tres años de constante trabajo y rigurosa investigación bajo la coordinación del Excelentísimo Señor Doctor y Miembro de la Academia Hondureña de la Lengua, señor Víctor Manuel Ramos, con el apoyo del Centro Cultural de España en Tegucigalpa en el marco de la acción de la Agencia Española de Cooperación Internacional para el Desarrollo, en favor de la preservación del rico patrimonio inmaterial lingüístico afrodescendiente e indígena de Honduras”.[9]

Consulta el portal dedicado diversidad lingüística de Honduras Archivado el 24 de diciembre de 2013 en Wayback Machine., con acceso a los diccionarios de Hondureñismos y de las Lenguas de Honduras DLH de la Academia Hondureña de la Lengua AHL.

## Académicos
Entre sus miembros, es preciso recordar las figuras ilustres de Eufemiano Claros, Augusto Monterroso, Eliseo Pérez Cadalso, Jorge Fidel Durón, Manuel Salinas Paguada y Leticia de Oyuela.

### Académicos de número por orden de antigüedad
- Hernán Cárcamo Tercero[10]
- Óscar Acosta
- Orlando Henríquez
- Atanasio Herranz
- Rafael Leiva Vivas
- Juan Antonio Medina Durón
- Carlos R. Cortés
- Marcos Carías Zapata
- María Elba Nieto Segovia
- Helen Umaña
- Livio Ramírez Lozano
- Víctor Manuel Ramos Rivera
- Sara Rolla
- Nery Alexis Gaitán
- Adaluz Pineda de Gálvez
- Leisly Castejón Guevara
- Galel Cárdenas Amador
- Ramón Hernández Torres
- Juan Ramón Martínez Bardales
- José Antonio Funes Rodríguez
- Raúl César Arechavala
- Felipe Rivera Burgos
- Marta Susana Prieto
- Segisfredo Infante Tejeda
- Kalton Harold Bruhl
- Rolando Kattán
- Ernesto Bondy Reyes

### Académicos electos
- Aníbal Delgado Fiallos[11]

### Académicos correspondientes
- Marco Antonio Campos (México)
- Juan Carlos Abril (España)
- Federico Díaz-Granados (Colombia)
- Margarita Leoz (España)

## Sede
La antigua sede de la Academia Hondureña de la Lengua estaba ubicada en la 1.ª Avenida y 3.ª calle de Comayagüela y era compartida con la Academia Hondureña de Geografía e Historia, quedando prácticamente destruida con el desbordamiento del río Grande provocado por el paso del huracán Mitch. Ese deterioro, junto con la posibilidad de que volviera a inundarse por estar situada cerca del río, hizo que la Academia de la Lengua desistiera de reedificar la sede en dicho solar. Por lo que, por mediación del Centro Cultural de España en Tegucigalpa, la Academia remodeló con fondos de la Agencia Española de Cooperación Internacional para el Desarrollo - AECID una nueva sede en la antigua Escuela de Alfabetización de Adultos, en la calle de la Fuente del casco histórico de Tegucigalpa.
En el acto de inauguración de este nueva sede, el ministro de cultura Rodolfo Pastor Fasquelle afirmó: "Hay otras cosas que debe hacer la Academia, para lo cual es justo que la ayudemos desde el Gobierno y, en particular, desde la Secretaría de Cultura. En lo particular creo que debería desempeñar un papel más activo en la protección de las industrias culturales vinculadas a la lengua: la editorial en primer término, por supuesto, pero también en apoyo de las industrias de la comunicación. Por eso, aparte de pedir un incremento de la transferencia directa del gobierno central a la Academia, me comprometo a incluir en el presupuesto de la Secretaría de Cultura una asignación para apoyar proyectos concretos de esa índole, pero a cambio esperamos el apoyo de la Academia para la visibilización, el reconocimiento y la investigación, el rescate y la promoción de las demás lenguas de los hondureños, obligación que deberá ser parte del convenio a través del cual se ejecuten esos fondos, más que para saldar una deuda histórica, para asumir un compromiso ineludible con esas lenguas originarias."
Anualmente, a través del programa Becas MAEC, cuenta en su sede con dos becarios de colaboración, acogidos al "Programa I.D: Becas para Extranjeros de Países con Sedes de las Academias Correspondientes y Asociadas de la Real Academia Española (RAE) para Estancias de Colaboración Formativa."